# 청주 충정사
충정사는 충청북도 청주시 흥덕구에 있다. 2015년 4월 17일 청주시의 향토유적 제86호로 지정되었다.

## 개요
임진왜란때 선조를 의주까지 호종한 호성공신 박숭원의 영정을 봉안하기 위해 세운 사당이다.